# الكراسي الاثنا عشر
الكراسي الاثنا عشر (بالروسية: Двенадцать стульев) هي رواية ساخرة كلاسيكية للكاتبين السوفيتيين إيلف وبتروف ونُشرت في عام 1928. وتتبع حبكتها شخصيات تحاول الحصول على مجوهرات مخبأة في كرسي. نُشرت تكملة في عام 1931 وقد تم تكييف الرواية مع وسائل الإعلام الأخرى وخاصة الفيلم والمسرح وتعرف في العالم العربي بمسلسل حمام الهنا